# Modeltog
Modeltog eller modeljernbane er betegnelsen for skalamodeller af virkelighedens jernbane. Det forekommer både som legetøjstog for børn og som hobby, hvor der lægges vægt på en naturtro gengivelse af virkelighedens jernbanedrift.
Modeltog var tidligere meget populært blandt børn, men har tabt betydelige markedsandele til computerspil og lignende. Til gengæld er interessen stigende hos købestærke voksne. Da de typisk stiller større krav til kvalitet og modellernes lighed med forbilledet, er disse, ligesom udbuddet af forskellige modeller og varianter, steget markant fra 1990'erne og ind i det nye årtusinde. Dertil kommer den elektroniske udvikling med digitaldrift, der muliggør flertogsdrift og fjernstyring af lys- og lydfunktioner.

## Skalaer
Modeljernbane kan dyrkes i en række forskellige skalaer, hvoraf den største er næsten ti gange så stor som den mindste. Skalaerne angives i daglig tale ved deres respektive navne, men også størrelsesforholdene bruges.
Den europæiske modeljernbaneorganisation MOROP har fastsat normer for otte skalaer, der omtales nærmere i det følgende:
| Skalens navn  | Størrelsesforhold | Sporvidde   |
| ------------- | ----------------- | ----------- |
| 2 (II) 2m (G) | 1:22,5            | 64 mm 45 mm |
| 1 (I)         | 1:32              | 45 mm       |
| 0             | 1:45              | 32 mm       |
| S             | 1:64              | 22,5 mm     |
| H0            | 1:87              | 16,5 mm     |
| TT            | 1:120             | 12 mm       |
| N             | 1:160             | 9 mm        |
| Z             | 1:220             | 6,5 mm      |

### Skala 2 (II) og 2m (G)
Den største skala med seriemæssig produktion er 2 også kaldet II. Men mens hovedskalaen, der svarer til normalspor, ikke har vundet videre udbredelse, så er 2m – bedre kendt som G – der svarer til meterspor blevet meget populær. Navnlig fra 1990'erne og fremefter har havefolket taget denne skala til sig. Den gør sig dog også fint indendørs, men de store kurver og tog kræver en del plads.
Kendte producenter i denne skala tæller LGB, Aristo Craft og Bachmann, der især benytter tyske, schweiziske og amerikanske forbilleder. Der er ikke fremstillet ting med dansk forbillede hverken professionelt eller som småserie, så man må bygge selv, hvis man vil køre dansk.

### Skala 1
Spor 1 er ikke så udbredt som 2 endnu, men det er en størrelse, som er på stærk fremmarch. Spor 1 har et størrelsesforhold på 1:32. Den kan ligesom 2 bruges både inde og ude. På grund af størrelsen er Spor 1 meget anvendt på klubplan, da det er de færreste, der har plads til at opstille et anlæg i hjemmet. Der er i Danmark flere klubber, der kører med materiel i Spor 1, primært klubber med modulanlæg. 
Kendte producenter i denne skala tæller Hegob, Kiss, KM1, Märklin, PECO, Piko og Preiser samt det ophørte Hübner. Der er fremstillet enkelte modeller med dansk forbillede, men generelt er man henvist til selvbyg, hvis man vil køre dansk.

### Skala S
Skala S har målestolsforholdet 1:64 og bruges nutildags stort set ikke. Kun i USA og Storbritannien har skalaen en meget begræset udbredelse.

### Skala 0
Indtil omkring 2. verdenskrig nød 0 (nul) popularitet men blev sat i skyggen af H0. Skala 0 har størrelsesforholdene på 1:45/1:43,5/1:48. I dag dyrkes 0 mest i klubber.
Indenfor de sidste år er flere producenter begyndt at fremstille færdige modeller i spor 0. Fra firmaet Lenz kan nu fås modeller af flere tyske lokomotiver og vogne, mens danske Heljan har udsendt modeller af DSBs litra MY i ny og gammel bemaling.
Det er dog muligt på netauktion fx E-bay at finde en del fra producenterne Lima (middel kvalitet) og Rivarossi (høj kvalitet), Primært fra FS (Italien) og DB (Tyskland). Skinner kan fås fra bl.a. Peko. Huse og bygninger er meget begrænset men ikke umuligt at få fat på. Modeltog for feinschmeckere fremstilles i hånden fra Fulgurex, Euro-Train, Lemaco mv. Priserne går op til 40-50.000 for et lokomotiv. Også Orientexpress (fulgurex) vogne (nummeret) findes der nogle af.

### Skala H0
H0 (udtales hå-nul) står for Halv nul (af tysk Halb null), der har størrelsesforholdet 1:87. Den blev lanceret i 1935, og er i dag den mest udbredte skala med en markedsandel på skønnet 2/3. Skalaens fordel er blandt andet, at den er lille nok til at kunne være i de fleste hjem, men samtidig stor nok til at give gode muligheder for selvbyg. Udbuddet er meget stort af både dansk og udenlandsk materiel fra både store og små producenter.
Kendte producenter i denne skala tæller Acme, Brawa, Electrotren, Fleischmann, Heljan, Hobbytrade, Liliput, Lima, Long, Märklin, MG-Togmodelle, Piko, Roco, Trix og McK.

### Skala TT
TT der har størrelsesforholdet 1:120 er mest udbredt i Østeuropa, især i det tidligere Østtyskland men er væsentlig sjældnere i f.eks. Danmark. Den mest kendte producent i denne skala er Tillig.

### Skala N
Skala N med størrelsesforholdet 1:160, blev lanceret i 1960 og er ofte valget for folk med pladsproblemer. I skala N kan man nemlig få plads til rundt regnet fire gange så meget som ved H0. Til gengæld betyder den lille skala, at selvbygning er betydelig vanskeligere end i de større skalaer.
Kendte producenter i denne skala tæller Arnold, Fleischmann, Roco og Minitrix. Både de og flere småserieproducenter laver en del dansk.

### Skala Z
Z med størrelsesforholdet 1:220, blev lanceret i 1972, er den mindste serieproducerede skala med ting fra flere producenter, hvoraf den mest kendte er Märklin. Skalaen er ikke så udbredt men har dog bidt sig fast. Der findes dog kun enkelte modeller med dansk forbillede.

### Smalspor
Smalspor kendetegnes ved skalaens navn suppleret med et særligt bogstav f.eks. 2m, H0e eller 0f. m svarer til 1000 mm sporvidde (meterspor), e til ca. 750 mm og f til ca. 600 mm. Kendte producenter tæller Bemo og Roco. Trods mange mulige forbilleder er der ikke lavet noget dansk.

### Andre skalaer
Udover de gængse skalaer findes der også forskellige store skalaer så som 1:8 og 1:11. De kaldes for minitog og er så store, at folk sidder på togene. De er dog temmelig pladskrævende, og hvis man ikke vil bygge selv, må man have den store pengepung op af lommen.
I den modsatte ende findes så små tog som 1:900. Her er dog tale om små færdigproducerede baner, hvor togene trækkes rundt af en tråd.
En nyere skala er 1:35, som ellers mest bruges til militærbyggesæt. Her er firmaer som Trumpeter, Dragon og Baluard begyndt at producere detaljerede byggesæt til primært stationære modeller af især tyske lokomotiver og vogne. Skalaen ligger tæt på skala 1, 1:32, så meget tilbehør kan bruges i begge skalaer.
En anden nyere tilkomst er skala T med størrelsesforholdet 1:450 og sporvidden 3 mm. Det blev introduceret af japanske Eishindo i 2006. Den undergik den hidtil mindste serieproducerede skala ZZ, der har størrelsesforholdet 1:300 og sporvidden 4,8 mm, og som kun produceres af ligeledes japanske Bandai.
Fra slutningen af 1940'erne til midten af 1950'erne nød Skala Z0 (eller spor Z0, Zwischen-Null, mellem-nul) en vis popularitet med størrelsesforholdet 1:60 og sporvidden 24 mm.
Endelig må nævnes skala 00 med størrelsesforholdet 1:76 men med sporvidden 16,5 mm ligesom H0. Denne skala er den populæreste i Storbritannien men sjælden på kontinentet.

### Sammenligning af skalaer
- 1:1
- 2/2m - 1:22.5
- 0 - 1:45
- S - 1:64
- H0 - 1:87
- N - 1:160
- Z - 1:220

## Toskinne jævnstrøm kontra treskinne vekselstrøm (skala H0)
Der var engang (dvs. omkring 1960'erne) valget populært sagt stod mellem Märklin og Fleischmann. Så enkelt er det ikke længere. Først er der valget mellem de ovennævnte skalaer. Har man først valgt, er der for de fleste skalaers vedkommende ikke flere problemer. Den mest populære skala, H0, er dog en vigtig undtagelse. Her er spørgsmålet nemlig, om man vil køre med toskinne jævnstrøm (forkortet DC) eller treskinne vekselstrøm (forkortet AC). Fordelingen mellem de to systemer er omtrent ligelig i Danmark, mens der i f.eks. USA og Storbritannien stort set kun køres med toskinne jævnstrøm.
Talen om jævnstrøm og vekselstrøm er nu om stunder mest af formel betydning. For alle skalaer og strømsystemer gælder nemlig, at en transformator/omformeren omsætter elnettes 230 volt vekselstrøm til den aktuelle strømstyrke og -type, mens digitalsystemer for begge sporsystemer opererer med vekselstrøm. I det følgende omtales toskinne jævnstrøm derfor kun som toskinne og treskinne vekselstrøm som treskinne.
I toskinnesystemet er sporene mest realistiske, togene er lidt billigere, og der er et bredt udvalg af producenter. Kendte sporproducenter er Tillig, Fleischmann, Roco, Lima, Trix, Piko og Peco. Toskinnesystemet er desuden populært i klubber. 
Treskinnesystemet kendetegnes ved rækken af punktkontakter midt i sporet (tredjeskinnen) og en højere skinnehøjde. Komplicerede sporkombinationer er strømmæssigt enklere, og driftssikkerheden er lidt højere for ældre materiel. Kendte sporproducenter er Märklin og før i tiden også Electrotren.
De fleste sporproducenter producerer også tog til egne systemer, men man er på ingen måde bundet af producenter. Fleischmanns tog kører f.eks. fint på Rocos spor og omvendt. Derimod kan toskinnelokomotiver ikke køre på treskinnespor og omvendt, men det behøver ikke være en hindring for valg af producent. Mange toskinneproducenter producerer nemlig også til treskinne, mens Märklin gør det modsat gennem Trix. Flere producenter som f.eks. Heljan og Hobbytrade producerer sideløbende til begge systemer. Findes ønskelokomotivet ikke til det ønskede system, kan det bygges om, hvilket dog kan være meget vanskeligt, men kan gøres af forhandlere mod betaling. Hvad vogne angår, så kan toskinnevogne i de fleste tilfælde køre på treskinnespor af Märklins K- og C-spor, hvorimod der i nogle tilfælde skal skiftes hjul ved M-spor. Derimod skal treskinnevogne altid have udskiftet hjulene til isolerede hjul, før de kan bruges på toskinnespor, men det er både enkelt og billigt.
For en god ordens skyld skal det nævnes, at der også findes treskinne jævnstrøm, men det er dog kun få modeljernbanefolk, der beskæftiger sig med det, og det produceres ikke længere.

## Analog og digital drift
Den traditionelle måde at få et modeltog til at køre er ved at ændre strømmens spænding. Jo højere spænding, jo højere hastighed. Det betyder, at alle lokomotiver på sporet begynder at køre, når man øger spændingen. Dette system kaldes i dag for analog drift. For at kunne styre flere lokomotiver samtidigt, er det derfor nødvendigt at dele banen op i separate strømkredse med hver sin omformer. 
I 1980'erne begyndte de første digitale styringssystemer at komme på markedet. Til forskel fra den analoge drift er der fuld spænding, typisk 16V (i H0 og 1(márklin)), på sporet hele tiden. Sammen med en transformator er der nu også tilsluttet en digital centralenhed, der sender digitale signaler ud på banen. Disse signaler indeholder f.eks. information om at et lokomotiv skal sætte farten op eller påbegynde en nedbremsning. For at lokomotiverne kan forstå disse signaler, er det nødvendigt at lokomotiverne er udstyret med en digital dekoder. Dekoderne udstyres med hver sin adresse så kun et bestemt lokomotiv reagerer på et givent signal.
Digitalsystemet giver mange fordele. For det første kan man styre en stor mængde lokomotiver individuelt på samme bane, uden at behøve at dele den op i forskellige strømkredse. For det andet har dekodere en mængde forskellige indstillingsmuligheder, der muliggør en mere troværdig drift, f.eks. langsom acceleration og styring af lys og lyd. Endvidere kan andre ting end lokomotiver udstyret med dekodere, som f.eks. sporskifter, der så også kan betjenes centralt uden tilslutning til andet end selve sporet.
Ulemper er dog at lokomotiverne har hver deres adresse/nummer. Derfor er det lidt omstændeligt fx at køre med 6-8 tog, selvom de kører på hver deres kreds. Ved afsporing, vil det således tage lang tid at bringe alle tog til standsning, da lokomotivernes adresser skal indtastes, før man har kontrol over hvert enkelt.
Inden for digitalkørsel findes der i dag (2006) to hovedstandarder. Den ene er Motorolaformatet, der er et åbent format skabt af Märklin. Det andet er DCC, Digital Command Control, der ligeledes er et åbent format, men som understøttes af næsten alle andre producenter. På grund af de åbne formater findes der et væld af producenter der fremstiller udstyr til DCC og Märklin Motorola, og man kan finde mange open-source programmer der letter betjeningen af en bane på computer. Derudover findes en række "fabriksformater" som f.eks. mfx (Märklin Systems), Selectrix, Fleischmann FMZ etc.

## Tilbehør
Til de fleste skalaer produceres et betydeligt udbud af tilbehør i form af huse, træer, planter, figurer, biler, signaler, smånips osv. Bedst forsynet er H0 men også 2/G, TT, N og Z er efterhånden godt med. Det er dog ikke altid sikkert, at tilbehøret passer nøjagtigt til den skala det sælges til, men kan godt være lidt mindre. Alternativt kan en modelbygger selv vælge at opsætte modeller i en mindre skala end den der ellers benyttes på vedkommende anlæg. Er der lidt dybde og højde forskel på anlægget, kan man således bruge en bygning i en mindre skala til at stå i baggrunden og give en bedre dybdefornemmelse på anlægget.
Kendte producenter af tilbehør tæller Auhagen, Busch, Faller, Heljan, Kibri, Noch, Pola, Preiser og Vollmer. Desuden laver nogle andre producenter som f.eks. Märklin også tilbehør til deres forskelige typer spor.
Til alle skalaer kan man lave det meste af landskabsmaterialerne selv. Det kræver mere kreativitet af byggeren, men fornøjelsen er også større.

## Epoker
Mange modeljernbanefolk blander tog og bygninger, alt efter hvad de synes er pænt. Andre er mere konsekvente og vælger et bestemt tidspunkt eller måske en årrække som de vil repræsentere i deres samling eller på et anlæg. Jo mere præcist et tidspunkt man vælger, jo mere research kræves der. Derfor vælger mange at benytte epokebegrebet, som er en opdeling af jernbanehistorien i mindre bidder. Der findes foreløbig fem epoker, der i fornødent omfang inddeles i underepoker. Desuden er en sjette epoke der dækker nutiden under indførelse.
Hvornår epokerne skifter varierer fra land til land – og fra entusiast til entusiast. Der findes nemlig ingen officielle forpligtende aftaler eller lignende. Den europæiske modeljernbaneorganisation MOROP har i sine NEM-normer lavet vejledende inddelinger for en række lande, bl.a. Danmark. Den danske inddeling er dog tilpasset efter den tyske inddeling, som ikke alle mener passer til danske forhold. Tidsskriftet Lokomotivet har udarbejdet en alternativ inddeling efter markante begivenheder i den danske jernbanehistorie. Den inddeling har dog også sine kritikere. Det står naturligvis den enkelte frit for, hvilke epokeinddelinger man vil benytte, hvis nogen overhovedet.
| Epoke          | MOROP                         | Lokomotivet                   |
| -------------- | ----------------------------- | ----------------------------- |
| Ia Ib Ic       | 1847-1880 1880-1892 1892-1920 | 1847-1870 1871-1892           |
| IIa IIb IIc    | 1920-1934 1934-1941           | 1893-1925 1926-1933 1934-1940 |
| IIIa IIIb IIIc | 1941-1955 1955-1963 1963-1969 | 1941-1953 1954-1965 1966-1973 |
| IVa IVb IVc    | 1969-1972 1972-1980 1980-1990 | 1974-1983 1984-1990           |
| Va Vb          | 1990-?                        | 1991-1996 1997-?              |

Nedenfor er kendetegnene for de enkelte danske epoker kort ridset op. Bemærk at der ved dansk primært menes DSB, da de store producenter kun i begrænset omfang lavet materiel med forbilleder fra danske privatbaner.

### Epoke I
Jernbanen indføres i Danmark og spreder sig efterhånden udover landet. De første selskaber er private, men efterhånden overtager staten hovedbanerne. Trafikken domineres af stadig bedre damplokomotiver. Vakuumbremsen indføres. Jernbanefærger indføres efterhånden ved alle vigtige overfarter.
Epoken dyrkes næsten ikke af danske modeljernbanefolk, da der næsten intet dansk materiel findes til den.

### Epoke II
De sidste side- og privatbaner anlægges. Enkelte baner nedlægges. Damplokomotiverne bliver stadigt større men motoriseringen vinder indpas navnlig på privatbanerne. S-tog og lyntog indføres. Broer erstatter flere færgeoverfarter.
Epoken dyrkes kun i beskedent omfang. Udbuddet af dansk materiel er begrænset men omfatter dog noget der fortsatte driften i den mere populære epoke III.
Hos DMJU begynder epoke II i 1920 med genforeningen med Sønderjylland. Hos Lokomotivet begynder epoken i 1892, hvor statsbanerne øst og vest for Storebælt blev slået endeligt sammen i DSB.

### Epoke III
2. verdenskrig forlænger livet for en række side- og privatbaner men hen mod slutningen af epoken nedlægges de på stribe. Trykluftbremsen erstatter vakuumbremsen. Damplokomotiverne får en renæssance under og efter krigen, men fra midten af 1950'erne begynder diesellokomotiver og motorvogne at erstatte damplokomotiverne med stadig større hastighed. S-banenettet i København vokser.
Epoken er den mest populære med et stadigt voksende udbud af dansk materiel.
Epoke III begynder i 1941 hos både DMJU og Lokomotivet, da DSB indførte et nyt litra-system.

### Epoke IV
Jernbanenettet har i store træk sit nuværende udseende. Dieseldrift har fuldstændigt erstattet dampdriften. Stats- og privatbaner moderniserer med nye tog og DSB tillige med nyt design. De første fjernbaner elektrificeres.
Epoken er den næstmest populære med en del dansk materiel.
Hos DMJU begynder epoke IV i 1969 med indførelsen af internationalt litra-system hos DSB. Hos Lokomotivet begynder epoken i 1974 med DSB's indførelse af InterCitytog.

### Epoke V
De faste forbindelser over Storebælt og Øresund binder jernbanenettet sammen. Elektrificeringen fortsætter men går efterhånden i stå. Togsæt dominerer trafikken. Begyndende liberalisering af jernbanetrafikken. Kun et par jernbaneoverfarter til overs.
Epoken afspejler nutiden og nyder derfor naturligt nok en del udbredelse. Der fremstilles stadigt mere dansk materiel er tilgængeligt, efterhånden som udviklingen hos de store forbilleder skrider frem.
Hos DMJU begynder epoke V i 1990 med indsættelsen af IC3 som lyntog. Hos Lokomotivet begynder epoken året efter i 1991, hvor IC3 afløste de lokomotivtrukne InterCitytog.